# Ribeira do Mariano
A Ribeira do Mariano é um curso de água português localizado no concelho de São Roque do Pico, ilha do Pico, arquipélago dos Açores.
Este curso de água tem origem a uma cota de altitude de cerca de 800 metros nas cercanias do Pico Corre Água. Esta ribeira vai desaguar no Oceano Atlântico junto da localidade de São Miguel Arcanjo.